# Makareus (Gefährte des Odysseus)
Makareus (altgriechisch Μακαρεύς Makareús, lateinisch Macareus) stammt von der Insel Ithaka und ist ein Gefährte des Odysseus. In Ovids Metamorphosen erzählt er seinem Gefährten Achaimenides (lateinisch Achaemenides) von Odysseus’ Abenteuern: der Begegnung mit Aiolos, den Laistrygonen, Kirke und seiner eigenen Verwandlung durch Kirke in ein Schwein und seiner Rückverwandlung.
In Homers Odyssee wird Makareus nicht erwähnt.